# Typhlogarra widdowsoni
Typhlogarra widdowsoni és una espècie de peix cipriniforme de la família dels ciprínids.

## Hàbitat
És un peix d'aigua dolça i de clima temperat.

## Distribució geogràfica
Es troba a Àsia: l'Iran i l'Iraq.